# Ludon-Médoc
 Ludon-Médoc  es una población y comuna francesa, situada en la región de Nueva Aquitania, departamento de Gironda, en el distrito de Burdeos y cantón de Blanquefort.

## Demografía
| 1256 | 1504 | 1656 | 2297 | 2837 | 3327 |
| Para los censos de 1962 a 1999 la población legal corresponde a la población sin duplicidades (Fuente: INSEE [Consultar]) |      |      |      |      |      |